# Богатенков, Юрий Анатольевич
Ю́рий Анато́льевич Богате́нков (р. 23 февраля 1961, Копейск) — челябинский рок-музыкант, журналист, карикатурист, лидер рок-группы «Резиновый дедушка».
Родился в семье служащих. Окончил Свердловский институт народного хозяйства. С 1979 по 1983 гг. играл в студенческой группе «Аэроплан». В 1987 году организовал собственный коллектив «Блудный сын», название которого затем поменяли на «Резиновый дедушка» в честь второстепенного персонажа романа Ярослава Гашека «Похождения бравого солдата Швейка»:
— …Был тогда у нас полковник то ли Флидлер фон Бумеранг, то ли другой какой «ранг».

Поручик Лукаш невольно усмехнулся этому «ранг», а Швейк рассказывал дальше:

— Осмелюсь доложить, господин обер-лейтенант, наш полковник ростом был вдвое ниже вас, носил баки, как князь Лобковиц, — словом, вылитая обезьяна. Как рассердится, так прыгает выше своего роста. Мы прозвали его «резиновый дедушка».
С 1991 года занялся журналистикой, публиковался в различных изданиях («Вечерний Челябинск», «Народная дума», «Команда», «МК-Урал», «Уральский курьер» и других) и одновременно продолжал музыкальную деятельность. Автор карикатур для РИА Новости.
Ансамбль «Ариэль» в 1989 выступал на концертах с песней Богатенкова «Делай больше денег», а также с песней «В гостях» (на стихи Богатенкова).
В начале 2000-го песня Богатенкова «Белая лошадь», исполненная группой «Чайф», стала одним из российских рок-хитов года. Песня «Делай больше денег» в 2000-х также входила в репертуар группы «Чайф».
Как журналист, Богатенков известен публицистическими материалами, музыкальной критикой, эссе.

## Дискография / группа «Резиновый дедушка»
- 1989. «Делай больше денег» (распространялся в двух вариантах с разными треклистами).
- 1991. «Дедушка Жуков и Белая Лошадь» (магнитоальбом).
- 1995. «Дедушка Жуков и Белая Лошадь» (CD, компиляция песен с альбомов «Дедушка Жуков и Белая Лошадь» и «Делай больше денег»)
- 1996. «Live In Studio 1» (Юрий Богатенков — гитара, гармоника, вокал)[2].
- 1998. «Избранное» (на аудиокассете).
- 2007. «ДОйГРАЛСЯ»
- 2010. «Легенды челябинской музыки» (двойной альбом; Юрий Богатенков — автор половины песен)[3].
- 2015. «Другого раза не будет» (сингл).
- 2018. «Девичья машина».